# Emily Henry
Emily Henry ist eine US-amerikanische Schriftstellerin. Bekannt wurde sie vor allem durch ihre Liebesromane Verliebt in deine schönsten Seiten und Kein Sommer ohne dich.

## Leben und Karriere
Henry studierte kreatives Schreiben am Hope College in Holland, Michigan und am inzwischen aufgelösten New York Center for Art & Media Studies. Sie arbeitet als Autorin und Lektorin in Cincinnati, Ohio. Ihr Debütroman für junge Erwachsene wurde 2016 veröffentlicht. Nachdem sie mehrere Romane für junge Erwachsene veröffentlicht hatte, erschien 2020 Henrys erster Liebesroman für Erwachsene, Verliebt in deine schönsten Seiten. Ihr zweiter Roman für ein erwachsenes Publikum, Kein Sommer ohne dich, erschien 2021 und erreichte Platz 1 der New-York-Times-Bestsellerliste.
Für fünf von Henrys Romanen für erwachsenes Publikum (Verliebt in deine schönsten Seiten, Kein Sommer ohne dich, Book Lovers, Happy Place und Funny Story) ist jeweils eine Verfilmung angesetzt.

## Werke
Jugendliteratur
- The Love That Split the World. Razorbill, 2016. ISBN 1595148515
- A Million Junes. Razorbill, 2017. ISBN 0451478185
- When the Sky Fell on Splendor. Razorbill, 2019. ISBN 0451480716
- Hello Girls mit Brittany Cavallaro. HarperCollins Publishers, 2019. ISBN 0062803425

Erwachsenenliteratur
- Beach Read.  Penguin Publishing Group, 2020. ISBN 1643856049
  - dt.: Verliebt in deine schönsten Seiten. Übersetzt von Katharina Naumann. Knaur Taschenbuch, 2020. ISBN 978-3-426-52518-0
- People We Meet on Vacation. Berkley, 2021. ISBN 9781984806758
  - dt.: Kein Sommer ohne dich. Übersetzt von Katharina Naumann. Knaur Taschenbuch, 2022. ISBN 978-3-426-52519-7
- Book Lovers. Berkley, 2022. ISBN 9780593334836
  - dt.: Book Lovers – Die Liebe steckt zwischen den Zeilen. Übersetzt von Katharina Naumann. Knaur Taschenbuch, 2023. ISBN 978-3-426-52940-9
- Happy Place. Berkley, 2023. ISBN 9780593441275
  - dt.: Happy Place – Urlaub mit dem Ex. Übersetzt von Katharina Naumann. Knaur Taschenbuch, 2023. ISBN 978-3-426-53062-7
- Funny Story. Berkley, 2024. ISBN 9780593441282
  - Deutsche Übersetzung von Katharina Naumann und Silke Jellinghaus. Knaur Taschenbuch, 2024. ISBN 9783426284346
- Great Big Beautiful Life. Berkley, 2025. ISBN 9780593441299
  - Deutsche Übersetzung von Katharina Naumann. Knaur Taschenbuch, 2025.